# Sekumady Conde
Sekumady Condé (tudi Seku Mady Condé), slovenski televizijski voditelj in novinar, * 7. maj 1980, Slovenj Gradec
Vodil je oddajo Globus na TV Slovenija 1.
Je nečak Alphe Condéja, predsednika Gvineje in nekdanjega predsedujočega Afriški uniji. Njegovi afriški sorodniki živijo po vsem svetu.
Študiral je na Univerzi v Mariboru.

## Zgodnja leta
Rodil se je mami Slovenki in očetu Gvinejcu, pripadniku 11 milijonske, večinoma muslimanske etnične skupine Mandinka (tudi Mandingo ali Malinke), ki živi na območju Zahodne Afrike. Njegov oče je v času neuvrščenih prišel v Slovenijo pri 18 letih na študij elektrotehnike. Mama je tam študirala razredni pouk in tako sta se spoznala. Odraščal je v Mariboru, kjer je obiskoval II. gimnazijo Maribor.

## Kariera

### Delo novinarja in voditelja
Novinarsko pot je začel v Mariboru na Radiu MARŠ, nadaljeval pa jo je na Radiu Študent v Ljubljani. Leta 2007 se je odzval povabilu in postal voditelj jutranjih poročil na TV Slovenija 1. Leta 2009 je postal voditelj popoldanskih poročil na tem kanalu, kar je delal skoraj 10 let. V letih 2009 in 2010 je v knjižnici Otona Župančiča v Ljubljani prirejal večere dokumentarnega filma o afriških vprašanjih.

### Gledališče in poezija
Z gledališkim ustvarjanjem se je resneje ukvarjal od leta 1995. Leta 2001 je ob krstni izvedbi njegove monodrame Sizif na begu, ki jo je režiral v Mestnem gledališču Ptuj, izšlo tudi istoimensko dramsko besedilo. Leta 2006 je režiral dramo Biljane Srbljanović, Beograjska trilogija, kar je bila prva postavitev te drame v slovenskem jeziku na Slovenskem.
Sodeloval je z ustvarjalci, kot so Zvone Funda, Iva Zupančič, Štefka Drolc, Senka Bulić in Damir Zlatar Frey.
Njegova prva samostojna pesniška zbirka Kaligadanga (2000) je bila nominirana za najboljši knjižni prvenec. Poleg pesmi in dramskih del je pisal tudi zgodbe za otroke (za revijo Ciciban).
Poezijo in gledališče je opustil zaradi samokritičnosti in zahtevnosti.

## Aktivizem
Večkrat je obiskal je domovino svojega očeta, tudi v okviru kampanje Unicefa. S tem je opozoril na tamkajšnje slabe zdravstvene razmere. Kot odkritega biseksualca ga je prizadelo tudi težko življenje homoseksualcev v državah zahodne Afrike, ki lahko zaradi svoje usmeritve končajo v zaporu ali plačajo globo.
Leta 2008 je v intervjuju za slovensko LGBT revijo Narobe Slovence označil za zaplankane živali.

## Zasebno
Je poročen in ima hčer.

## Nagrade

### Viktor
- 2010: strokovni za najbolj obetavno medijsko osebnost leta 2009[16]

### Poezija
- 2000 Kaliganda COBISS
- 2003 Maratajana COBISS